# Championnat de Corée du Sud féminin de football 2020
Navigation
WK-League 2019 WK-League 2021
Le Championnat de Corée du Sud féminin de football 2020, ou WK-League 2020, est la 12e saison du Championnat de Corée du Sud féminin de football. Les Incheon Hyundai Steel Red Angels sont les tenants du titre. À l'issue de la saison précédente, le Gumi Sportstoto est relocalisé à Sejong et devient le Sejong Sportstoto. La compétition se déroule de juin à novembre 2020.

## Organisation
La WK-League est une ligue fermée. Aucune équipe n'a donc été promue ni reléguée.
Les huit équipes s'affrontent d'abord dans une poule unique, lors de laquelle les équipes s'affrontent quatre fois. À l'issue de cette saison régulière, l'équipe la mieux classée est directement qualifiée pour le Championship, c'est-à-dire la finale de WK-League, tandis que les équipes classées en deuxième et troisième position s'affrontent lors d'un match sec de play-offs. Le Championship est alors joué en match aller-retour. 
Chaque club peut recruter jusqu'à quatre joueuses extra-communautaires, à l'exception du Boeun Sangmu, qui est un club militaire et ne peut donc recruter que des joueuses sud-coréennes. 
En raison de la pandémie de Covid-19, la saison régulière est arrêtée après 21 journées, chaque équipe ayant donc affronté toutes les autres trois fois. 

## Participantes
| \| Boeun Sangmu Séoul WFC Changnyeong WFC Incheon · Red Angels Suwon UDC Sejong Sportstoto Hwacheon KSPO Gyeongju KHNP \| Localisation des clubs engagés dans le championnat. |
| Boeun Sangmu Séoul WFC Changnyeong WFC Incheon · Red Angels Suwon UDC Sejong Sportstoto Hwacheon KSPO Gyeongju KHNP                                                           |

| Équipe                           | Ville       | Stade                             | Capacité | Class. 2019 |
| -------------------------------- | ----------- | --------------------------------- | -------- | ----------- |
| Boeun Sangmu                     | Boeun       | Boeun Stadium                     | 6,000    | 6e          |
| Changnyeong                      | Changnyeong | Changnyeong Sports Park           | 2,500    | 8e          |
| Sejong Sportstoto                | Sejong      | Sejong Central Park               |          | 5e          |
| Gyeongju KHNP                    | Gyeongju    | Gyeongju Civic Stadium            | 12,199   | 3e          |
| Hwacheon KSPO                    | Hwacheon    | Hwacheon Stadium                  | 3,000    | 4e          |
| Incheon Hyundai Steel Red Angels | Incheon     | Incheon Namdong Asiad Rugby Field | 5,078    | 1er         |
| Séoul WFC                        | Séoul       | Hyochang Stadium                  | 15,194   | 7e          |
| Suwon UDC                        | Suwon       | Suwon Sports Complex              | 11,808   | 2e          |

## Compétition

### Saison régulière
| Rang | Équipe             | Pts | J  | G  | N | P  | Bp | Bc | Diff | Qualification |
| ---- | ------------------ | --- | -- | -- | - | -- | -- | -- | ---- | ------------- |
| 1    | Incheon Red Angels | 55  | 21 | 18 | 1 | 2  | 60 | 11 | +49  | Championship  |
| 2    | Gyeongju KHNP      | 54  | 21 | 17 | 3 | 1  | 43 | 13 | +30  | Playoffs      |
| 3    | Suwon UDC          | 33  | 21 | 11 | 0 | 10 | 34 | 24 | +10  | Playoffs      |
| 4    | Hwacheon KSPO      | 32  | 21 | 9  | 5 | 7  | 24 | 31 | −7   |               |
| 5    | Changnyeong        | 26  | 21 | 7  | 5 | 9  | 33 | 41 | −8   |               |
| 6    | Sejong Sportstoto  | 21  | 21 | 6  | 3 | 12 | 27 | 41 | −14  |               |
| 7    | Séoul              | 13  | 21 | 3  | 4 | 14 | 20 | 49 | −29  |               |
| 8    | Boeun Sangmu       | 7   | 21 | 2  | 1 | 18 | 21 | 52 | −31  |               |

### Demi-finale
| 9 novembre 2020 | Gyeongju KHNP     | 1-0 | Suwon UDC |                                  |                                  |
| 18h             | Jeong Ji-yeon 66e |     |           | Gyeongju Civic Stadium, Gyeongju | Gyeongju Civic Stadium, Gyeongju |
| 18h             | (rapport)         |     |           | Gyeongju Civic Stadium, Gyeongju | Gyeongju Civic Stadium, Gyeongju |

### Finale
Match aller
| 12 novembre 2020 | Gyeongju KHNP | 0-0 | Incheon Red Angels |                                  |                                  |
| 18h              |               |     |                    | Gyeongju Civic Stadium, Gyeongju | Gyeongju Civic Stadium, Gyeongju |
| 18h              | (rapport)     |     |                    | Gyeongju Civic Stadium, Gyeongju | Gyeongju Civic Stadium, Gyeongju |

Match retour
| 16 novembre 2020 | Incheon Red Angels                      | 2-0 | Gyeongju KHNP |                                |                                |
| 18h              | Jung Seol-bin 76e · Eli del Estal 90+4e |     |               | Namdong Rugby Stadium, Incheon | Namdong Rugby Stadium, Incheon |
| 18h              | (rapport)                               |     |               | Namdong Rugby Stadium, Incheon | Namdong Rugby Stadium, Incheon |

| Vainqueur de la WK-League 2020 |
| ------------------------------ |
| Incheon Red Angels 8e titre    |